# Александър Кипров (шахматист)
Вижте пояснителната страница за други личности с името Александър Кипров.
Александър Александров Кипров е български шахматист, шахматен деятел и съдия.

## Биография
Завършва право в Софийския университет.
Участва на две шахматни олимпиади, неофициалната в Мюнхен през 1936 г., където изиграва 19 партии (2 победи, 3 равенства и 14 загуби) и през 1939 г. в Буенос Айрес, където изиграва 13 партии (2 победи, 7 равенства, 4 загуби).
През април 1936 г. играе партия, която завършва наравно с Александър Алехин на сеанса му в София.
Кипров е републикански шампион по кореспондентски шах през 1964 г. На седмата олимпиада по кореспондентски шах е в отбора, спечелил сребърните медали.
Дълги години е заместник-председател на Българската федерация по шахмат.

## Участия на шахматни олимпиади
| Година           | Организатор  | Отбор    | Класиране (отборно) | Дъска    |
| 1936 неофициална | Мюнхен       | България | 21                  | Четвърта |
| 1939             | Буенос Айрес | България | 20                  | Трета    |